# アジンベク・ベクナザロフ
アジンベク・ベクナザロフ（Azimbek Beknazarov、1956年 - ）は、キルギス共和国の政治家、検察官。暫定政府の元副首相兼検事総長。ジョゴルク・ケネシュ (キルギス議会) 代議員。「アサバ」党党首。

## 経歴
アクスィスキー地区カラ・スウ村出身。キルギス人。キルギス国立大学法学部を卒業。兵役後、ソフホーズ「キジル・トゥウ」で働く。
1984年、タシケントの法学専門学校で教育を受けた後、ジャンギ・ジョリスキー地区人民裁判所の執行官として働く。1991年〜1996年、ジャラル・アバド州検察庁の取調官、先任取調官。1997年から1999年までビシュケク市オクチャブリスキー地区裁判所の裁判官。
2001年、キルギス領土の中国への割譲に対して、政府と大統領を公然と批判し、アスカル・アカエフ大統領の弾劾の根拠ともなり得ると表明した。2002年1月5日、職務権限踰越の嫌疑で逮捕。同年3月20日、出国しないという条件で釈放。
2000年〜2005年、ジョゴルク・ケネシュ立法議会代議員、司法問題・適法性委員会委員長。2004年11月からキルギスタン人民運動の副議長。
2005年3月から9月までキルギス共和国検事総長代行、検事総長となり、アカエフ元大統領に対する刑事訴追を指揮した。同年9月、オシ州カラ・スイスキー地区の大規模騒擾事件の捜査の際の「深刻な法令違反」と「私的な関心」に対して検事総長を解任される。
2005年11月27日、ジョゴルク・ケネシュ立法議会代議員に再選出。現在、民族復興党「アサバ」党首。
2010年キルギス騒乱後の2010年4月8日、ローザ・オトゥンバエヴァを首班とする暫定人民政府の副首相兼検事総長に就任し、司法機関を担当することとなった。6月28日、辞意を表明し、7月10日に辞任。